# Max Lacher
Max Lacher (geb. 18. Juli 1905 in München; gest. 1988 ebenda) war ein deutscher Maler.

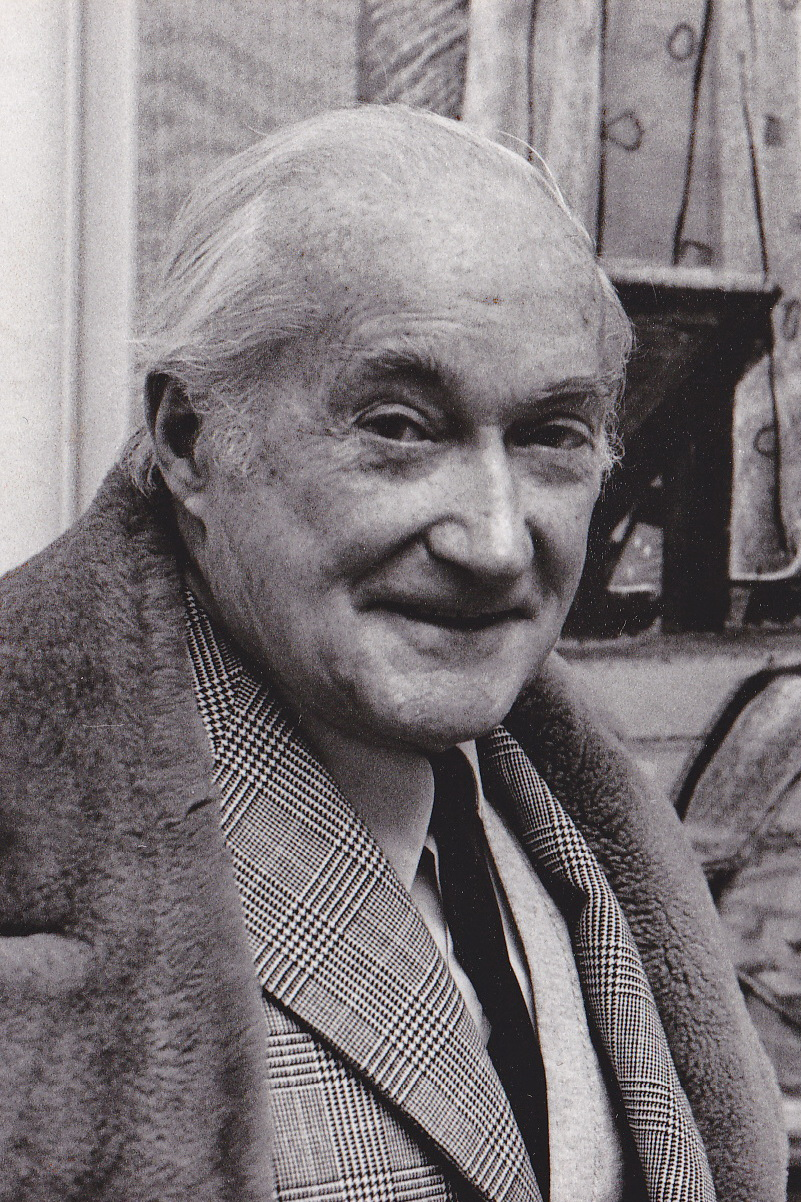

## Leben
Nach dem Abitur 1923 belegte Max Lacher zwei Semester an der Kunstgewerbeschule München und war drei Semester lang Schüler bei Julius Diez an der Akademie der Bildenden Künste München. 1926 lebte er ohne Bindung an eine Schule frei in Paris. Danach arbeitete er in Hannover und Berlin als Porträtmaler, bevor er 1930 in seine Heimatstadt zurückkehrte. 1921 erhielt er den Albrecht-Dürer-Preis der Stadt Nürnberg. In den folgenden Jahren der Weltwirtschaftskrise verdiente er seinen Lebensunterhalt als Gebrauchsgrafiker mit Beschriftung und Schaufensterdekoration.
Ab 1935 führte er mehrere Aufträge an öffentlichen Bauten aus und gewann viele Wettbewerbe für Wandgestaltungen, Glasfenster und Mosaiken. Im Dritten Reich verzichtete er auf Ausstellungen. Da er sich weigerte, der NSDAP beizutreten, wurde ihm eine Professur an der Kölner Werkkunstschule verwehrt. 1940 wurde er zum Infanteriedienst eingezogen und blieb bis zum Kriegsende Gefreiter. Nachdem er 1943 in Paris das Dolmetscherexamen für Französisch abgelegt hatte, setzte man ihn als Dolmetscher in Frankreich ein. Während dieser Zeit wurde in München sein Atelier mit seinem gesamten Frühwerk bei einem Bombenangriff zerstört.
1945 beteiligte er sich an der Vorbereitung und Ausführung des Aufstandes der Freiheitsaktion Bayern und wurde als Mitglied der Widerstandsgruppe in Abwesenheit zum Tode verurteilt. Nach dem Krieg übte er verschiedene organisatorische Tätigkeiten im Münchner Kunstleben aus, trat dem Berufsverband Bildender Künstler bei und wurde Vorstandsmitglied der Münchener Secession. Außerdem hatte er die Ausstellungsleitung im Haus der Kunst inne, deren Präsident er mehrfach war. Zahlreiche Ausstellungen im In- und Ausland folgten, zum Beispiel in der Städtischen Galerie im Lenbachhaus, im Kunstverein München und im Pavillon im Alten Botanischen Garten (München). Er baute sein ausgebranntes Atelier wieder auf und experimentierte mit vielen verschiedenen Techniken. 1969 erhielt er das Bundesverdienstkreuz I. Klasse und 1974 den Seerosenpreis. 1985 wurde er mit der Medaille München leuchtet in Gold ausgezeichnet. 1988 verstarb er in München.

## Werk (Auswahl)
„In meine Wiege hat eine gütige Fee eine Reihe guter Gaben für das Rüstzeug eines Malers gelegt. Mit fünf Jahren fand ich dann unterm Christbaum meinen ersten Malkasten; von da ab war mein Lebensweg fixiert.“

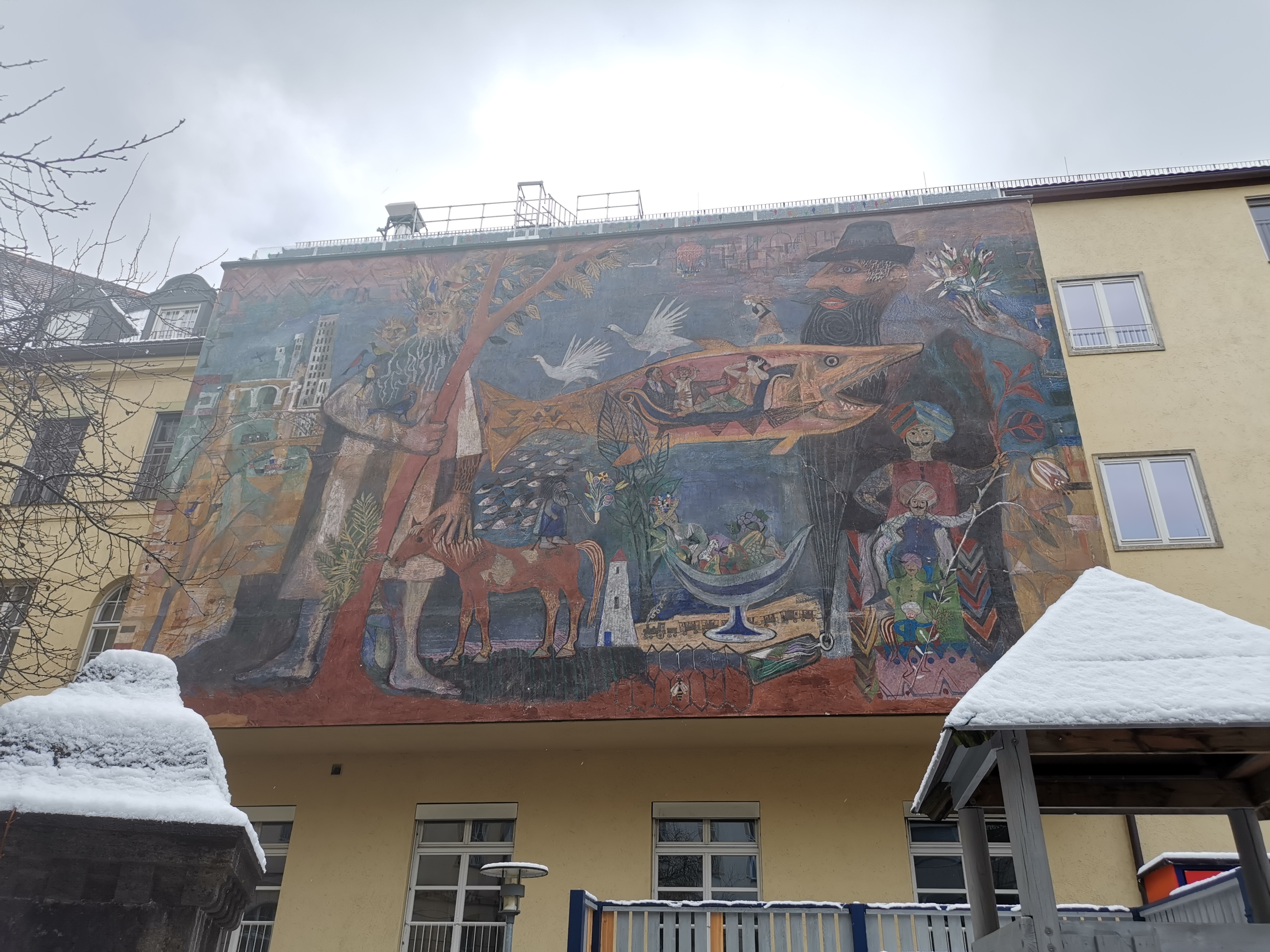
Wandbild im Innenhof der Haunerschen Klinik in München.

Max Lacher war mit vielen künstlerischen Handwerkstechniken und Gestaltungsmöglichkeiten vertraut. Er schuf Zeichnungen und Monotypien, malte in Öl und probierte verschiedenste Malmittel aus. Radierung und Lithografie gehörten zu seinen bevorzugten Techniken. Glasschliff und Schieferschnitt, Mosaik und Steinintarsie, Stuckmarmor und Fresko beherrschte er ebenso wie Hinterglasmalerei, Glasmalerei und Keramik. Seine Motive sind äußerst vielseitig: Blumen, Obst, Stillleben, Landschaften, Pferde, Zirkus, Ballett, Kneipen, Wirtshäuser und immer wieder Menschen: Akte, Liebespaare, Tänzer, Artisten, Musiker, Sportler, Badende sowie Figuren aus der Mythologie oder der Bibel. Auch die Plakate für seine Ausstellungen gestaltete er selbst.
Werke von Max Lacher befinden sich den Bayerischen Staatsgemäldesammlungen, der Städtischen Galerie im Lenbachhaus, dem Münchner Stadtmuseum und der Staatlichen Graphischen Sammlung München.
Als Kunst am Bau schuf er zahlreiche Wandgestaltungen und Glasfenster für Kirchen, Behörden, Firmen, Krankenhäuser, Schulen, Bäder und Gaststätten.
- 1935 München, Reichspost, Monumentalmalerei
- 1936 Reit im Winkl, Postamt, Fresko
- 1946 München, Großhadern Kirchenfenster St. Peter
- 1946–1949 München, Waldfriedhof, Anastasiakapelle, Fresken
- 1947 Landshut, Martinskirche, Umrittfenster

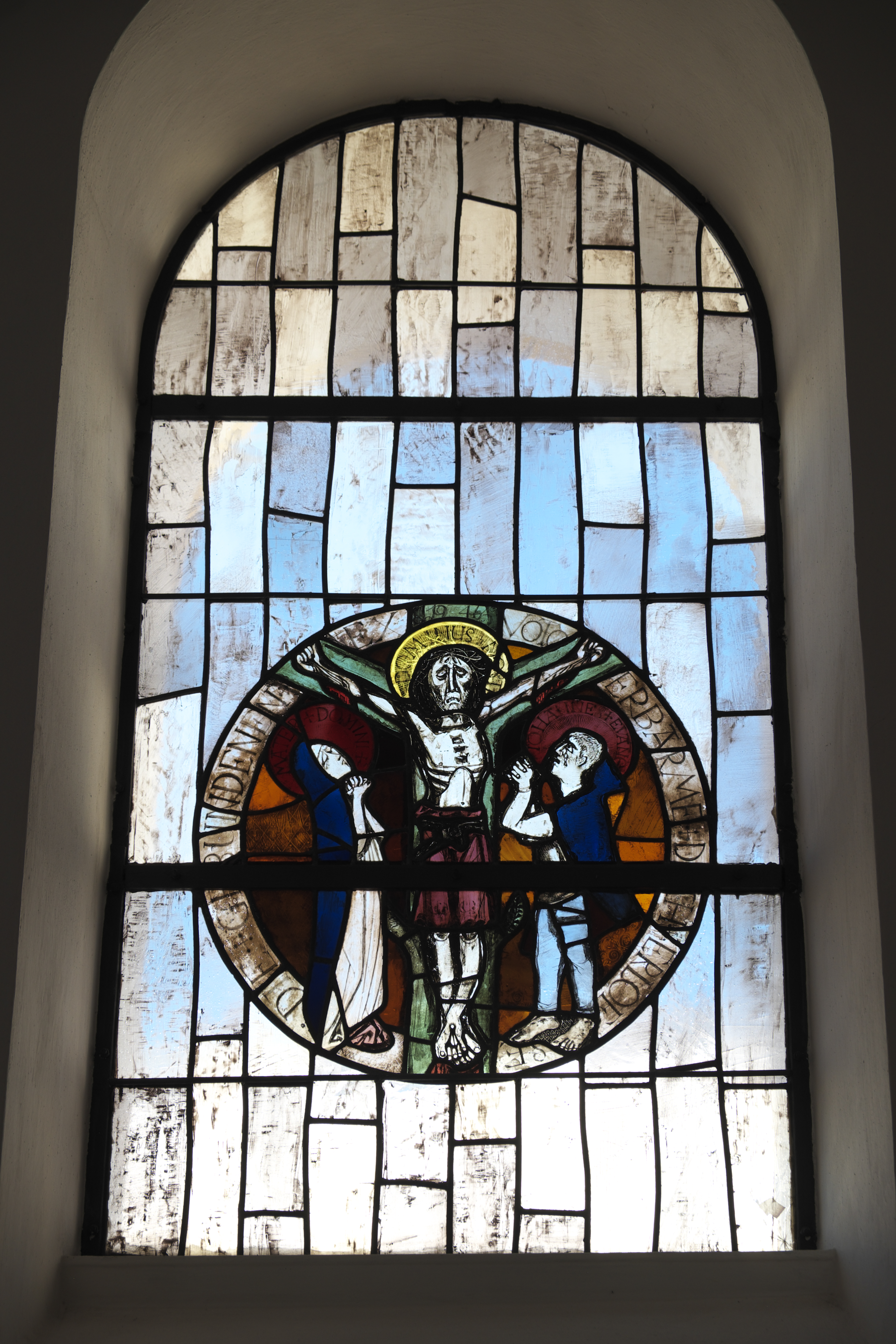
Kirchenfenster St. Peter München-Großhadern 1946

- Kirchenfenster St. Peter München-Großhadern 19461952 München, Ratskeller, Deckenmalerei, Casein
- 1952 München, Hauptpost, Reitergruppe, Fresko
- 1953 Ludwigshafen, BASF, Feierabendhaus, Fresko
- 1953 München, Alte Kongresshalle, Hermes der Götterbote, Fresko
- 1954 Bayerisch Gmain, Gaststätte, Glasfenster
- 1954 München, Gaststätte Donisl, Fassade, Wirtshausszene, Fresko
- 1955 München, Alte Wache am Marienplatz, Malerei und Fresko
- 1956 München, Postamt am Harthof, Fresko
- 1956 München, Textilhaus Ludwig Beck am Rathauseck, Sgraffito und Steinintarsie
- 1958 Ludwigshafen, BASF, Werkskantine, Keramikrelief
- 1959 Immenstadt im Allgäu, Kreiskrankenhaus, Glasfenster
- 1960 München, Südbad, Badeszene, Engobenbemalung auf Industrie-Fliesen
- 1960 München, Salvatorschule, Supraporte, Glasurkeramik
- 1960 München, Haus Marienplatz 17, Onophrios der Große, Fassadenmosaik
- 1960 München, Universitätskinderklinik (Haunersche), Innenhof Hörsaalwand, Mineralfarben
- 1961 München, Auerdultplatz, Treppenhaus, Fresko
- 1962 Dachau, Postamt, Wand mit Schieferschnitt
- 1962 Traunstein, Justizgebäude, Wand in Stuckmarmor
- 1962 München Harlaching, Krankenhauskapelle, Kreuzweg, Engobekeramik
- 1962 München, Krankenhaus rechts der Isar, Zirkusszene, Wandmalerei
- 1963 Neustadt an der Saale, Brandversicherung, Engobenkeramik
- 1963 München, Frauenkirche, Domfenster
- 1964 München, Café Ausstellungspark, Bildwand Glasurkeramik
- 1967 München, Frauenkirche, Apokalypse-Fenster
- 1967 Reichenhall, Laborgebäude, Fresko
- 1968 Schwabach, evangelische Pfarrkirche, Glasfenster
- 1972 Erding, Flugplatz, Kantine, Heißenkaustik auf Holzplatten
- 1974 München, Hackerkeller, Glasurkeramik und Glasmalerei
- 1979 Gaststätte Peterhof, Glasfenster
- 1980 Gaststätte Peterhof, Hinterglasbilder[6]